# أيولوس (ماركة)
أيولوس (بالإنجليزية: Aeolus) (دونغفينغ فنغشن (بالإنجليزية: Dongfeng Fengshen) (بالصينية: 東風風神؛ بالصينية: 東風風神؛ بالترجمة الحرفية 'Easterly wind', ' wind god')) هي علامة تجارية للسيارات مملوكة لشركة صناعة السيارات الصينية شركة دونغفنغ لمركبات الركاب (بالإنجليزية: Dongfeng Passenger Vehicle Company)، وهي قسم من مجموعة دونغفنغ للسيارات . تم إطلاق العلامة التجارية في يوليو 2009 باستخدام اسم فنغشن، وتمت إعادة تسميتها لاحقًا باسم أيولوس Aeolus كاسم إنجليزي، بينما ظل الاسم الصيني كما هو (بالصينية: 风神؛ البينيين: Fēngshén).
تعتمد بعض منتجاتها على منتجات بي إس إيه بيجو سيتروين، مثل فنغشن إل 60، التي أطلقتها شركة دونغفنغ بيجو-سيتروين في عام 2015.

## التاريخ

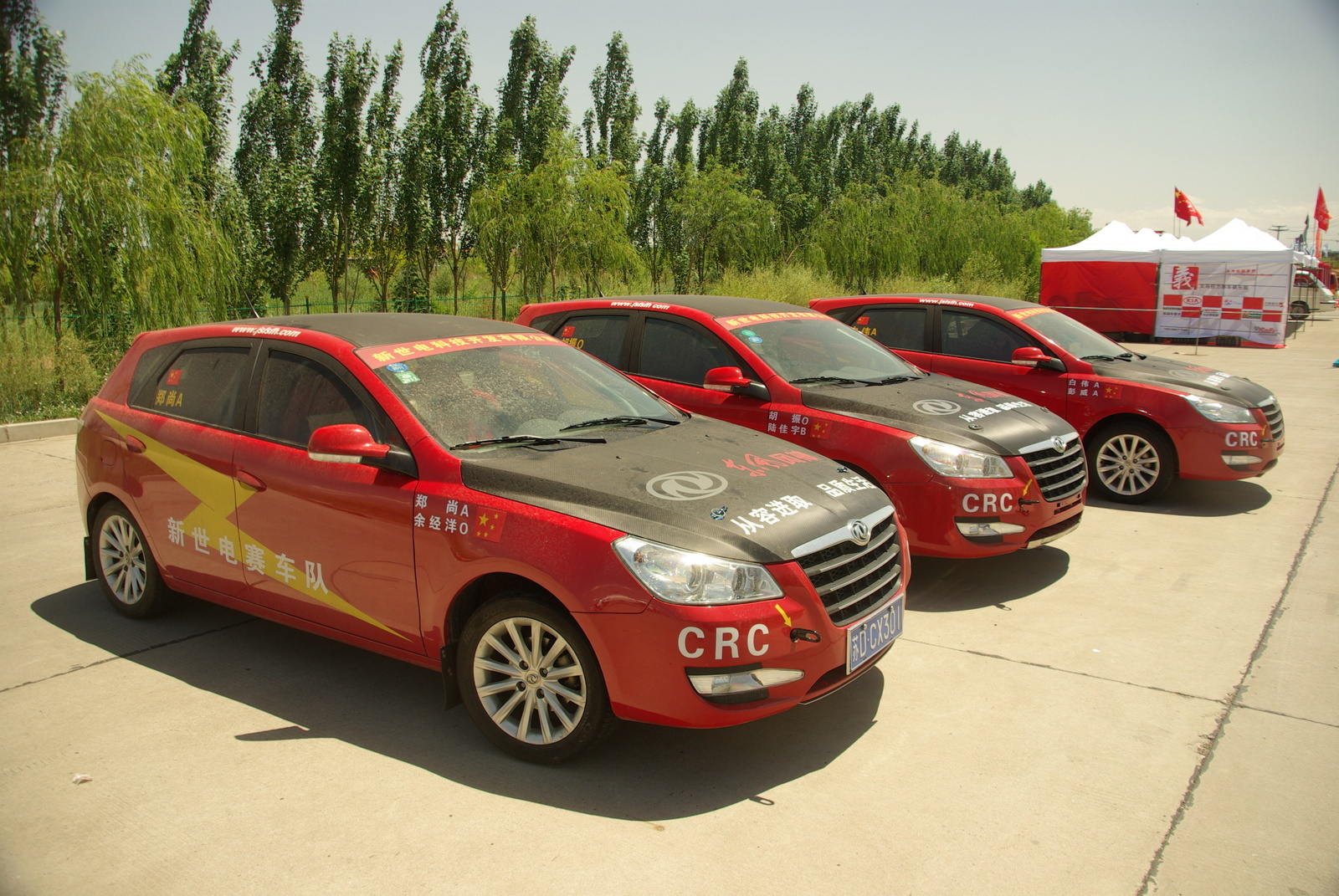
دونغفنغ فنغشن إتش 30 كسيارات سباق

تم استخدام اسم فنغشن لأول مرة كاسم لنموذج مركبة بواسطة يونباو للسيارات، وهو مشروع مشترك أنشأته شركة يولون موتور التايوانية. في أواخر تسعينيات القرن العشرين، انضمت شركة نيسان اليابانية رسميًا كشريك في المشروع المشترك يونباو والذي أسفر عن إنتاج أول سيارة فنغشن، وهي يونباو فنغشن 7200، وهو خط طراز معاد تصميمه يعتمد على نيسان بلوبيرد يو 13 التي تم إطلاقها في السوق الصينية في عام 1998. وفي وقت لاحق من عام 2003، اشترت نيسان حصة يولون في المشروع المشترك الذي أصبح دونغفنغ-نيسان، وفي وقت لاحق تم اختيار اسم فنغشن ليصبح اسم العلامة التجارية الفرعية الجديدة.
تم الكشف عن أول طراز إنتاجي من فنغشن، وهو سيارة سيدان من الفئة ايه بأربعة أبواب تسمى فنغشن إس 30، في معرض شنغهاي للسيارات في أبريل 2009 وتم طرحه للبيع في الصين في يوليو 2009.

شعار دونغفنغ فنغشن قبل 2020

في يونيو 2010، بدأت شركة دونغفنغ بناء مصنع محركات في مقاطعة خبي لتصنيع محركات تم تطويرها ذاتيًا لمركبات فنغشن.
تم إطلاق فنغشن إتش 30، وهي سيارة هاتشباك متوسطة الحجم بخمسة أبواب، رسميًا في يناير 2011. ظهرت سيارة فنغشن إ30 كروس، وهي سيارة رياضية متعددة الاستخدامات مدمجة بخمسة أبواب، لأول مرة في معرض شنغهاي للسيارات في أبريل 2011 وتم طرحها للبيع في الصين في نفس الشهر. ظهرت سيارة فنغشن إيه 60، وهي سيارة سيدان مدمجة تعتمد على سيارة نيسان سيلفي، لأول مرة في معرض قوانغتشو للسيارات في نوفمبر 2011 وتم طرحها للبيع في الصين في مارس 2012.
في أبريل 2012، أعلنت شركة دونغفنغ أنها ستنشئ شبكة وكلاء متعددة العلامات التجارية في جميع أنحاء الصين لبيع سيارات فنغشن ودونغفنغ فنغشينغ وتشنغتشو نيسان.
تم طرح سيارات فنغشن للبيع خارج الصين لأول مرة في أغسطس 2012، عندما تم إطلاق العلامة التجارية في فنزويلا.
في أغسطس 2023، أعلنت شركة دونغفنغ موتور عن إعادة هيكلة علاماتها التجارية الفرعية أيولوس (دونغفنغ فنغشن)، ودونغفنغ نامي، و دونغفنغ eπ. تم دمج العلامات التجارية الثلاث في علامة تجارية واحدة وهي "دونغفينغ"، والتي توحدت في مجال التسويق وإدارة الإنتاج. أصبحت العلامات التجارية الثلاث علامات تجارية فرعية وظلت تستخدم العلامات التجارية المستقلة.

## المنتجات

### النماذج الحالية
- أيولوس ييشوان (2019-حتى الآن)، سيارة سيدان مدمجة
  - أيولوس ييشوان جي إس (2020–حتى الآن)، طراز SUV من ييشوان
- أيولوس ييشوان ماكس (2021–حتى الآن)، سيارة سيدان متوسطة الحجم[14]
- أيولوس إيه 60 EV/ إي 70 (2015 إلى الوقت الحاضر)، طراز EV من إيه 60
- أيولوس إيه إكس 7 (2014–حتى الآن)، سيارة رياضية متعددة الاستخدامات مدمجة[15]
- أيولوس هاوهان (2023–حتى الآن)، سيارة رياضية متعددة الاستخدامات مدمجة
  - أيولوس سكاي EV01 (2023 إلى الوقت الحاضر)، متغير EV من هاوهان
  - أيولوس إل 7 (2024 إلى الوقت الحاضر)، طراز PHEV من هاوهان
- أيولوس هاوجي (2022–حتى الآن)، سيارة رياضية متعددة الاستخدامات متوسطة الحجم
  - أيولوس إل 8 (قادم)، سيارة SUV متوسطة الحجم، طراز PHEV من هاوجي

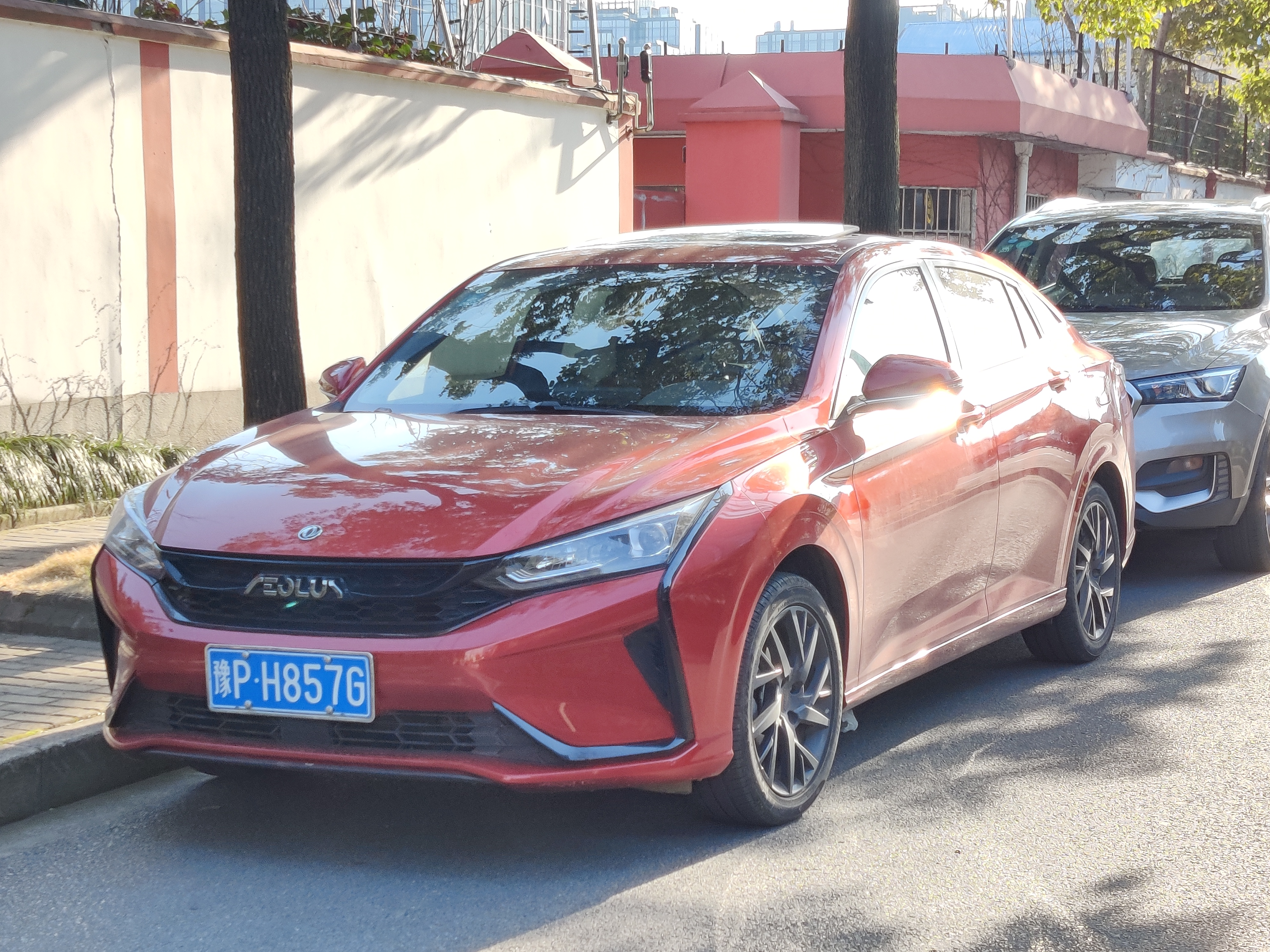
Aeolus Yixuan
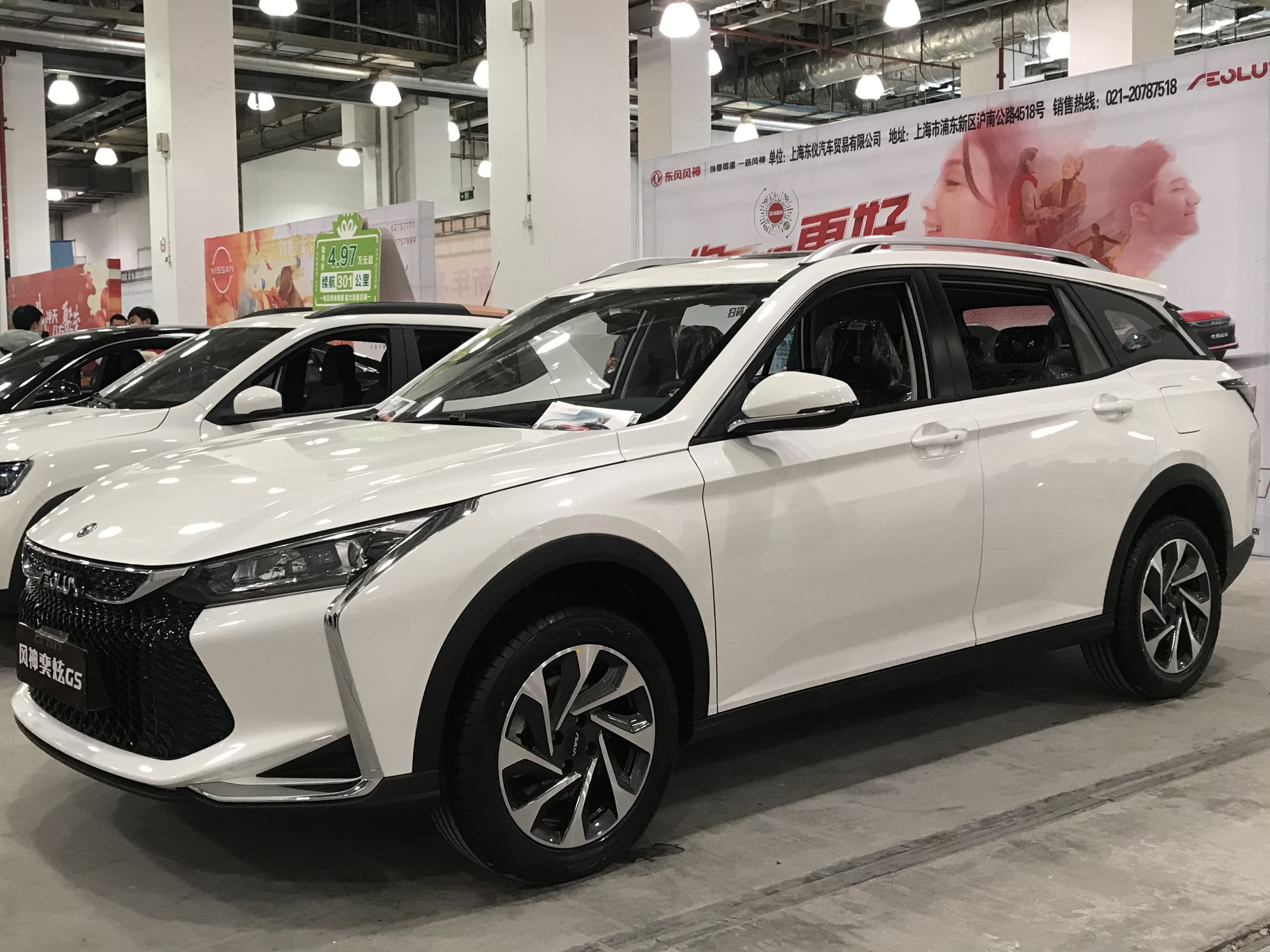
Aeolus Yixuan GS
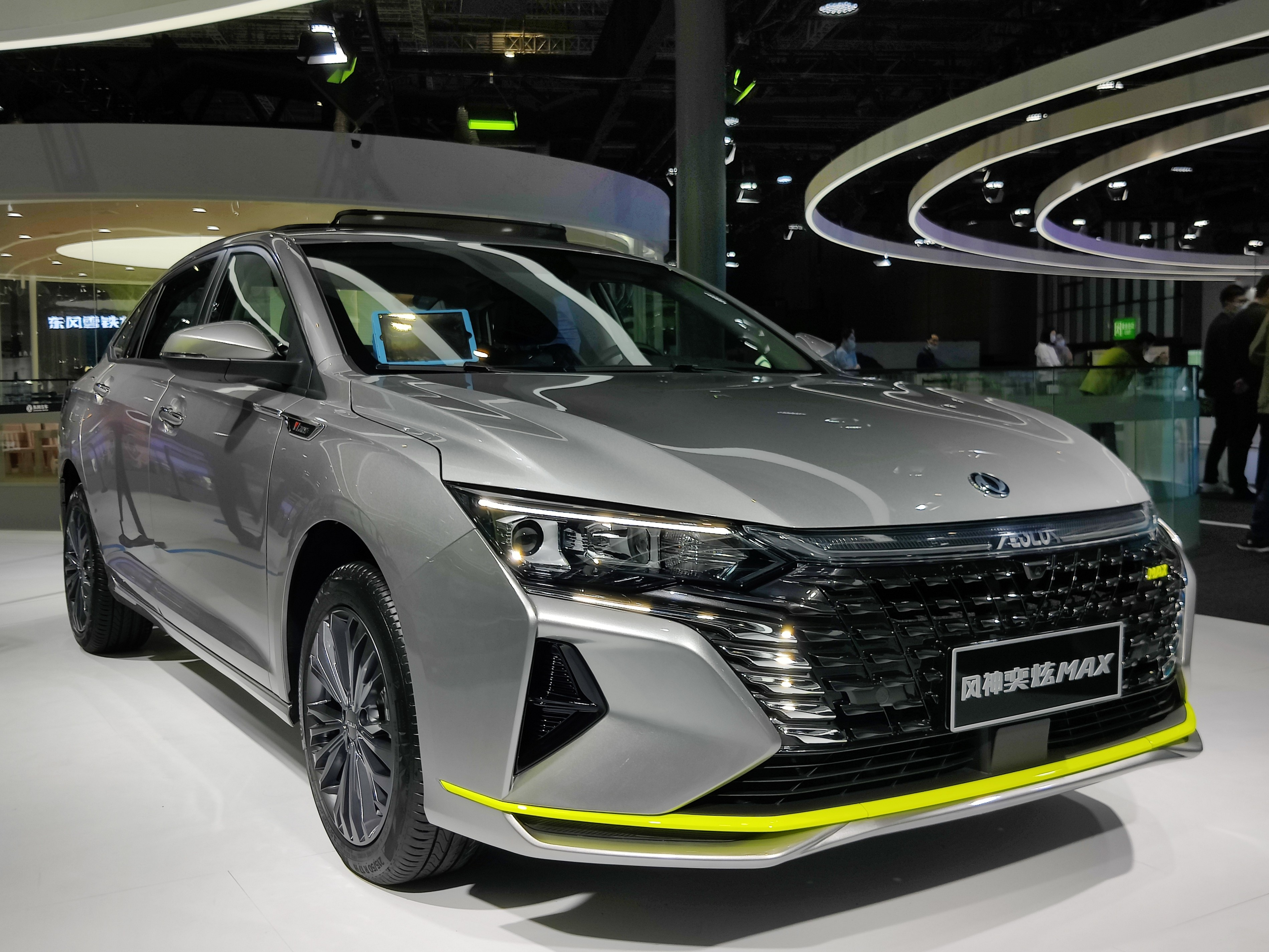
Aeolus Yixuan Max
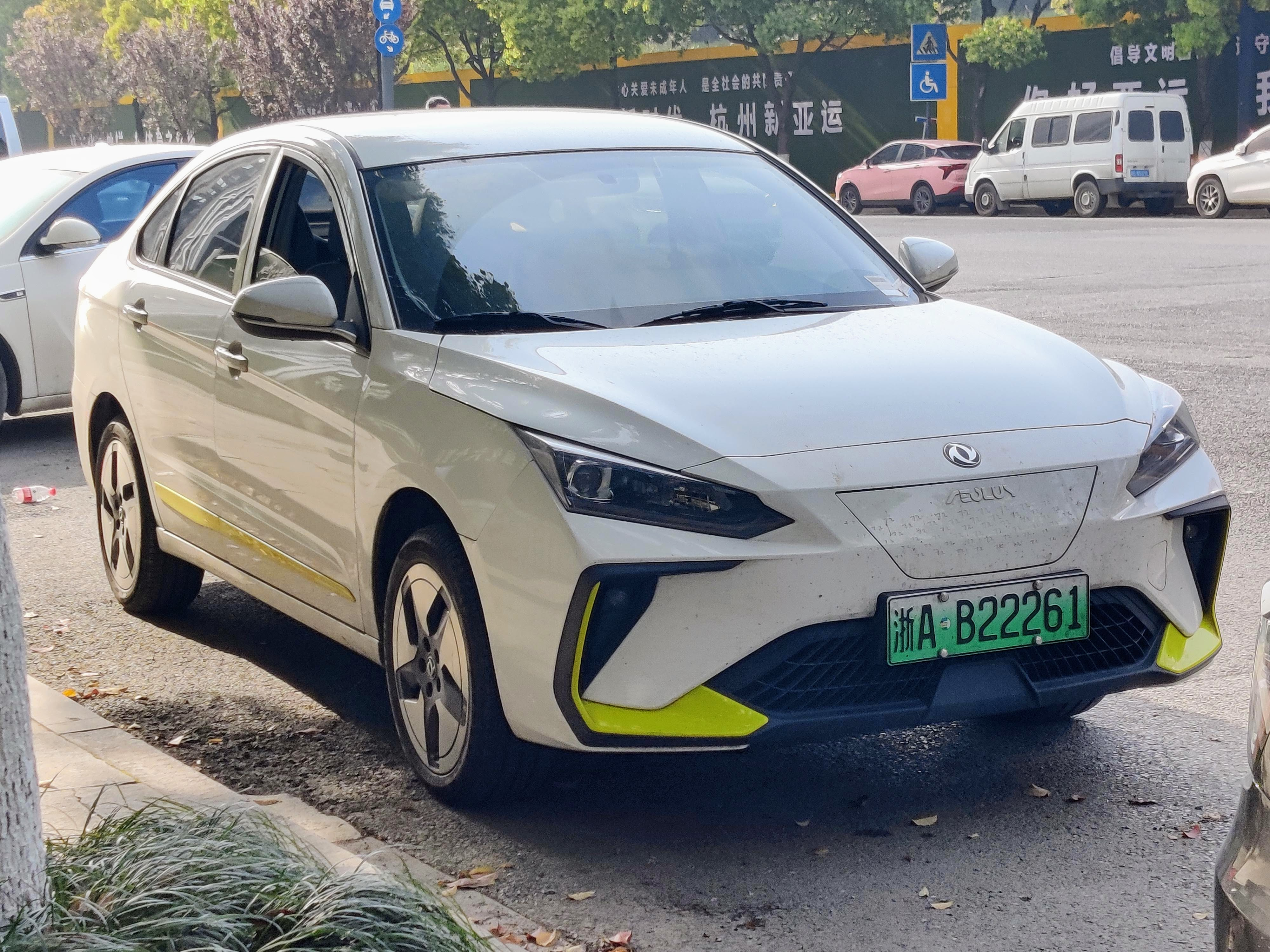
Aeolus E70
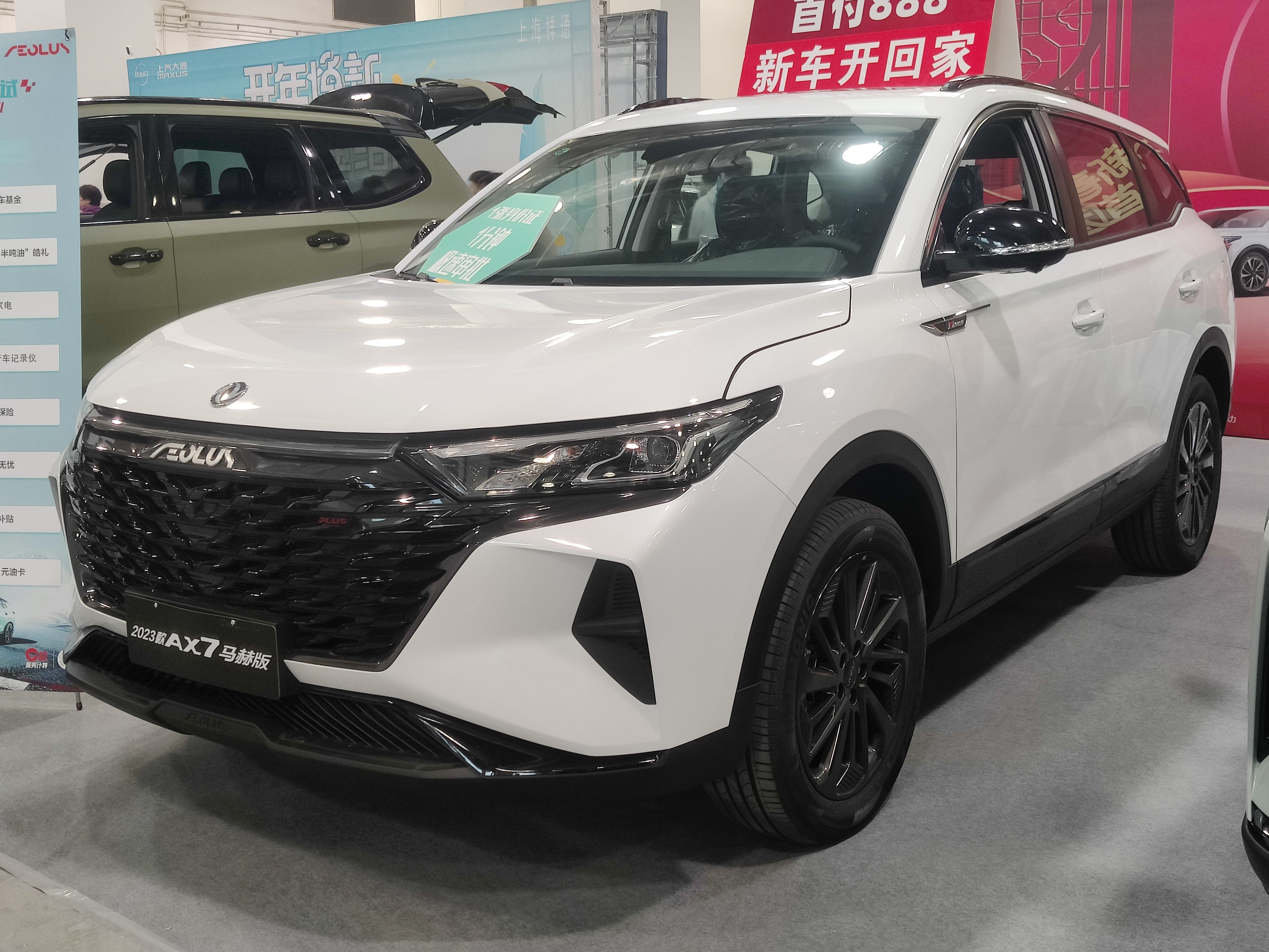
Aeolus AX7 Plus
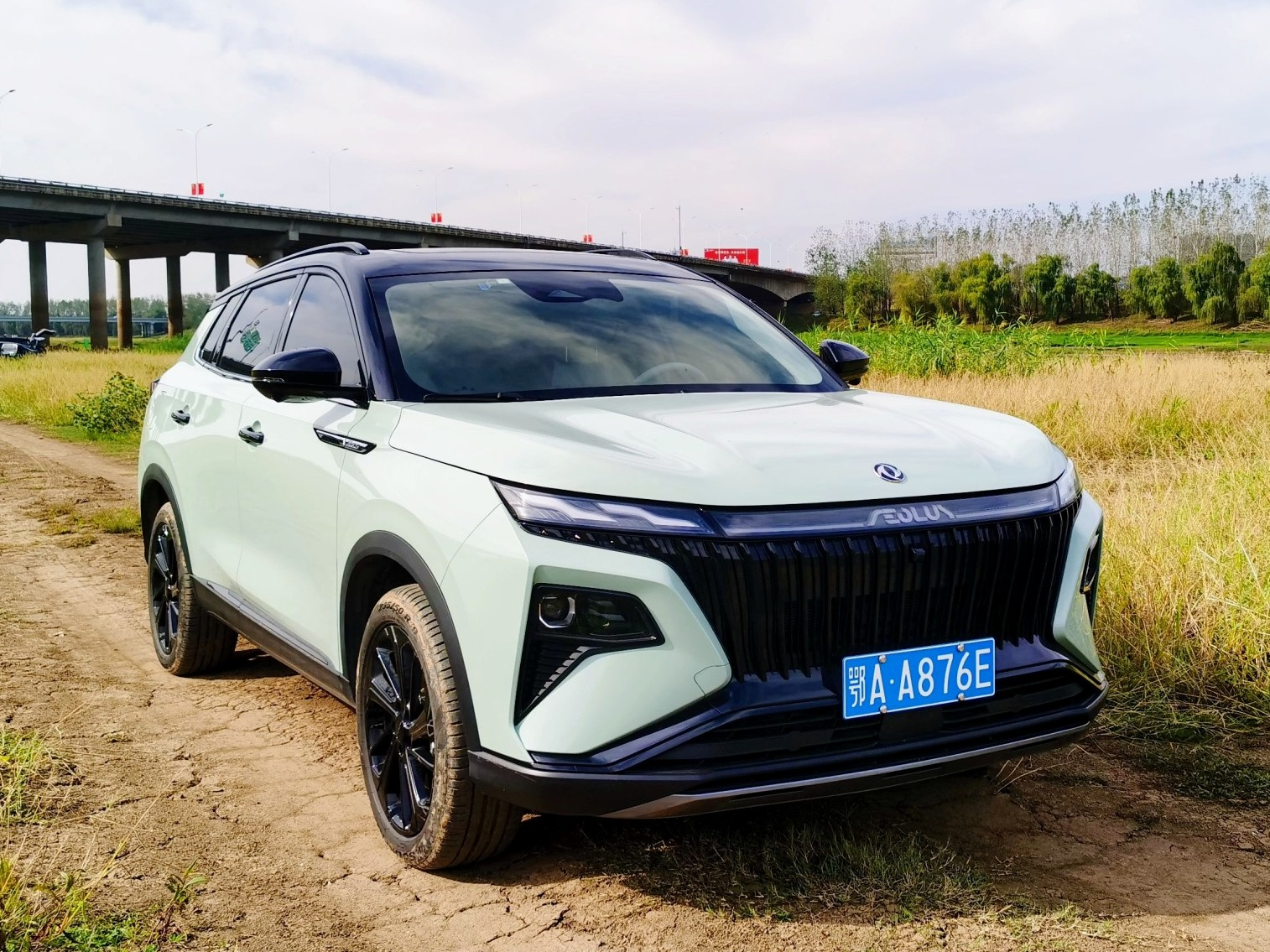
Aeolus Haoji
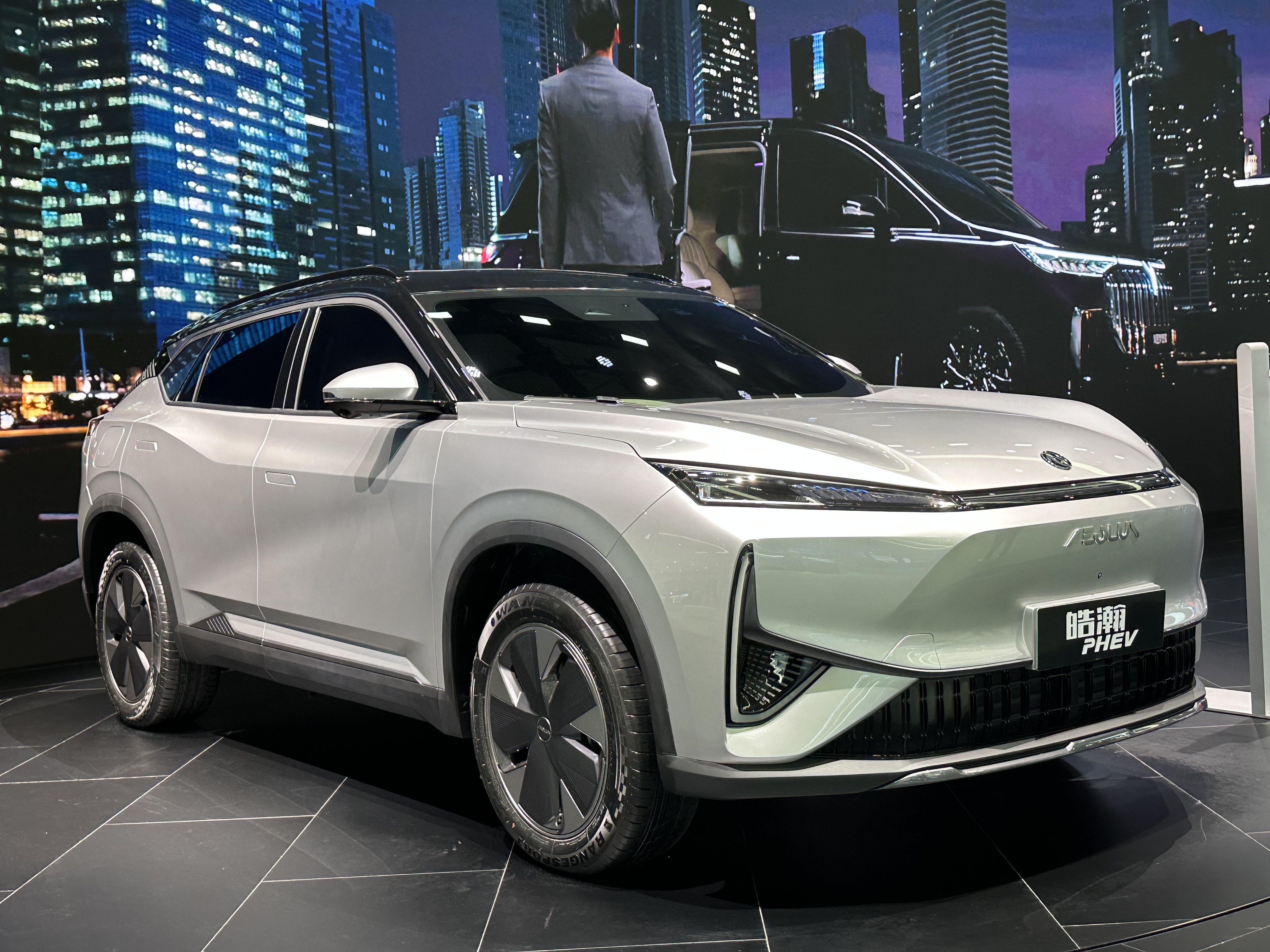
Aeolus Haohan
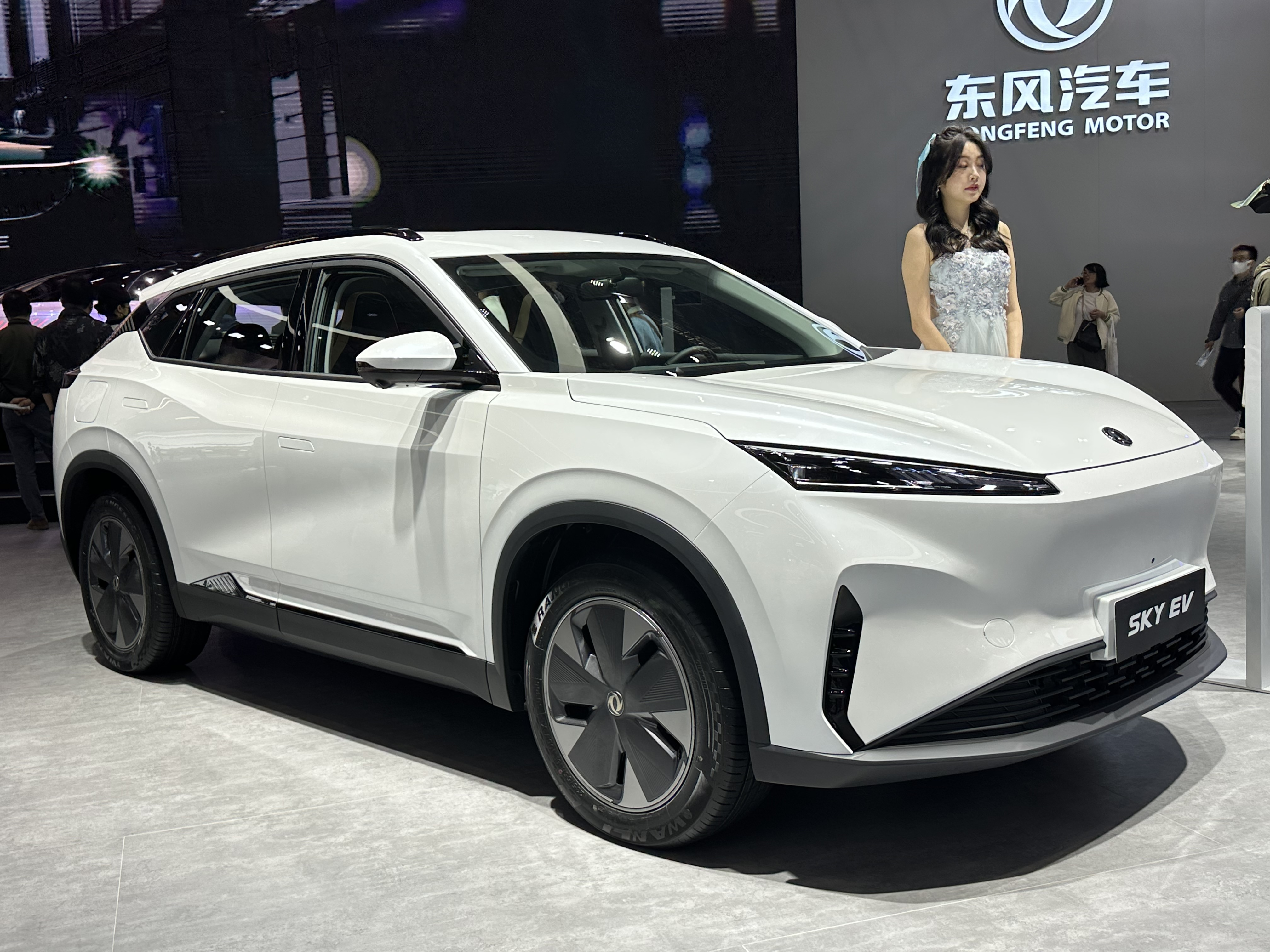
Aeolus Sky EV01

### النماذج المتوقفة

#### سيارة
- أيولوس إي 30/ إي 30 إل (2015–2016)، سيارة مدينة
- أيولوس إي إكس 1 (2020–2022)، سيارة مدينة
- أيولوس إس 30 (2009-2017)، سيارة سيدان مدمجة
  - أيولوس إتش 30 (2009-2017)، نسخة هاتشباك من إس 30
  - أيولوس إتش 30 كروس (2011–2017)، طراز SUV من إس 30
- أيولوس إيه 30 (2014-2019)، سيارة سيدان مدمجة
- أيولوس إيه 60 (2011-2018)، سيارة سيدان صغيرة الحجم
- أيولوس إل 60 (2015-2019)، سيارة سيدان مدمجة
- دونغفنغ إيه 9 (2016-2019)، سيارة سيدان بالحجم الكامل

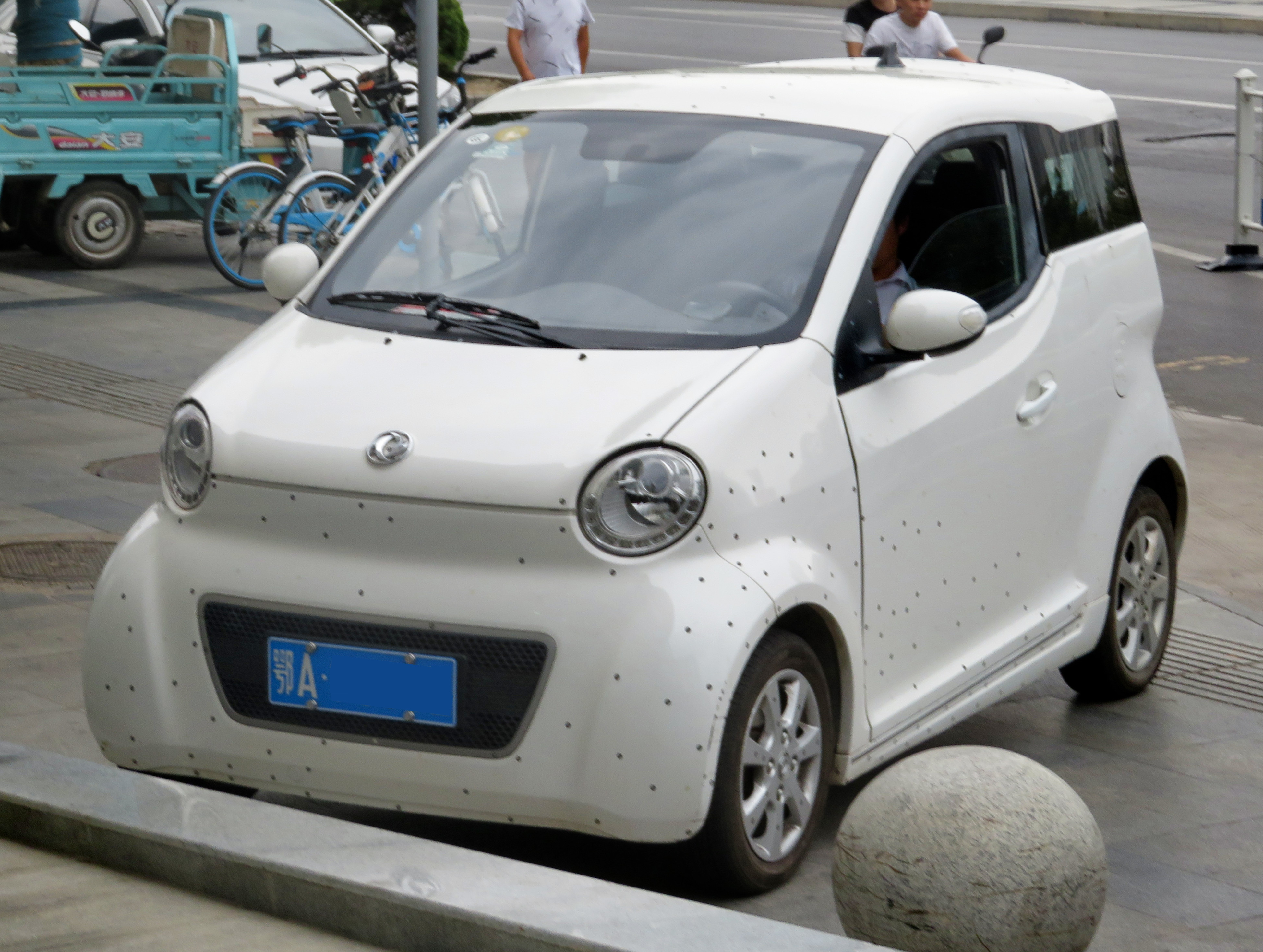
Aeolus E30
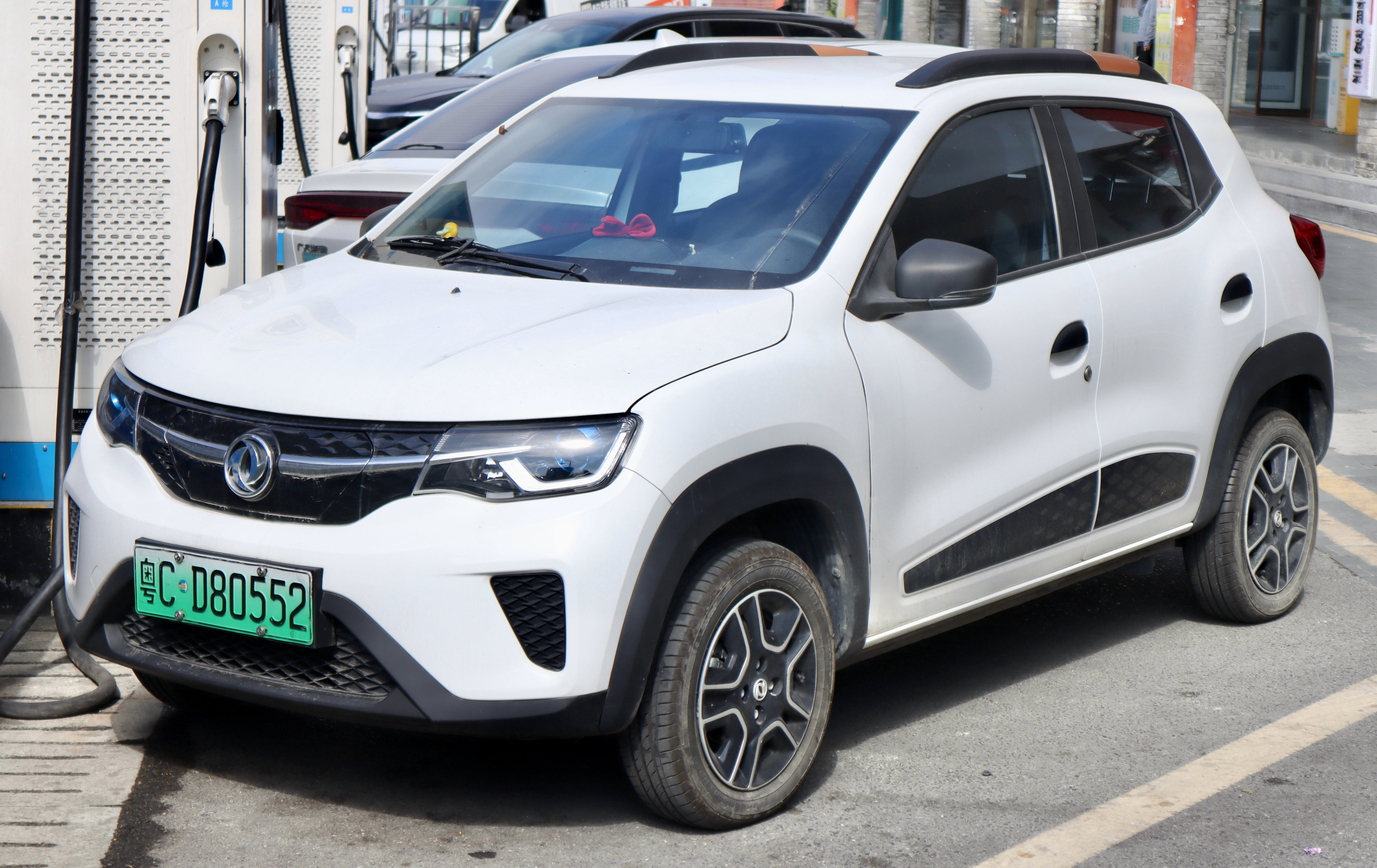
Aeolus EX1
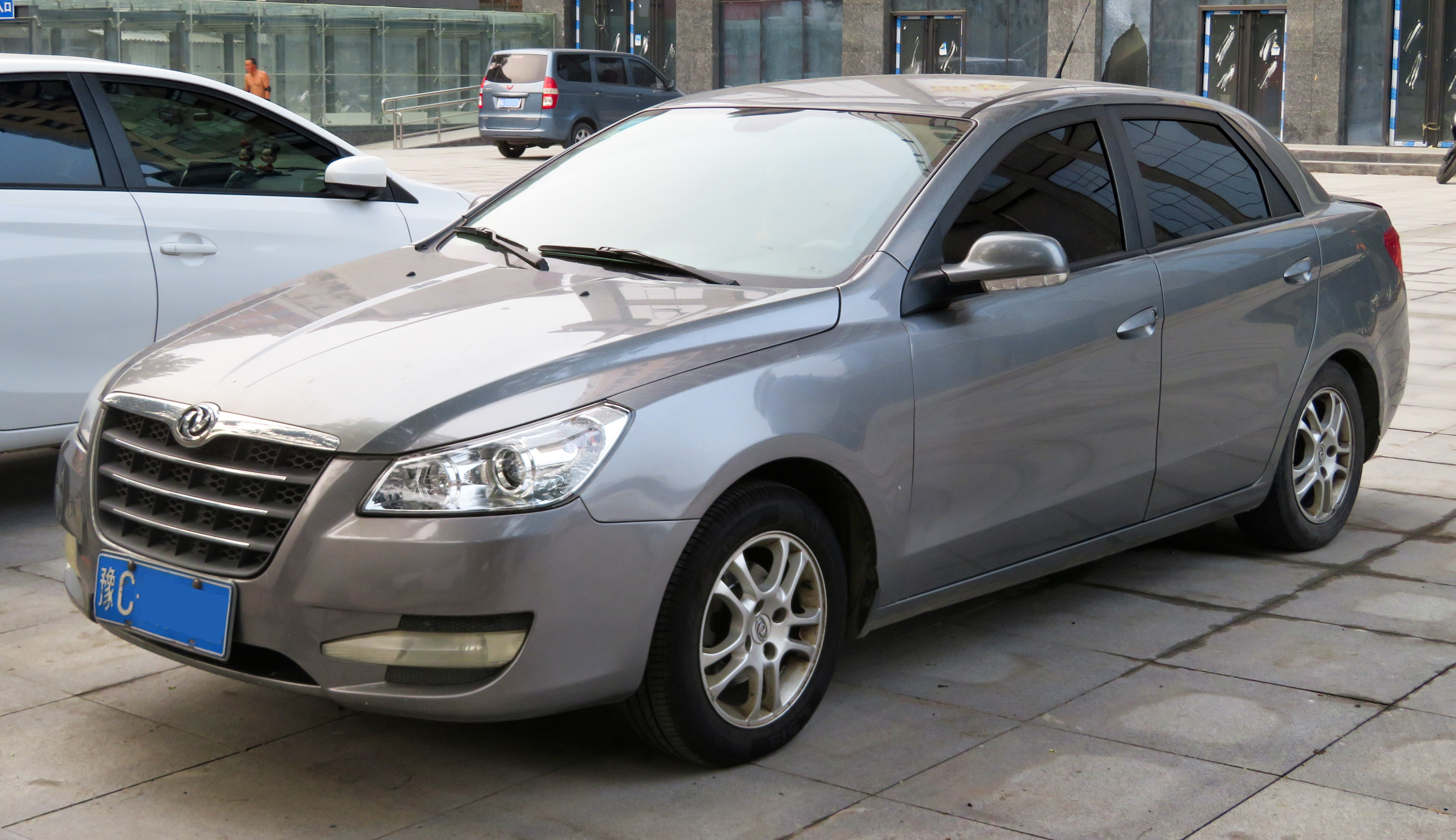
Aeolus S30
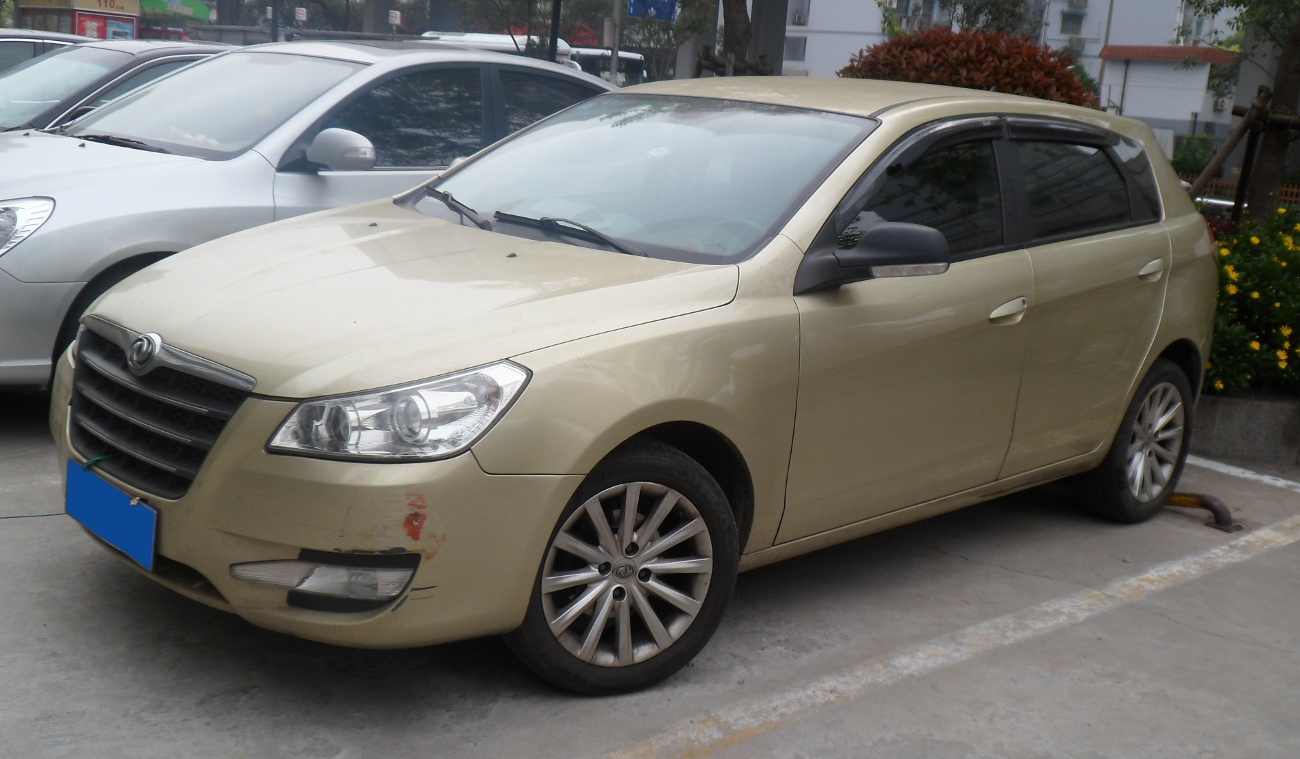
Aeolus H30
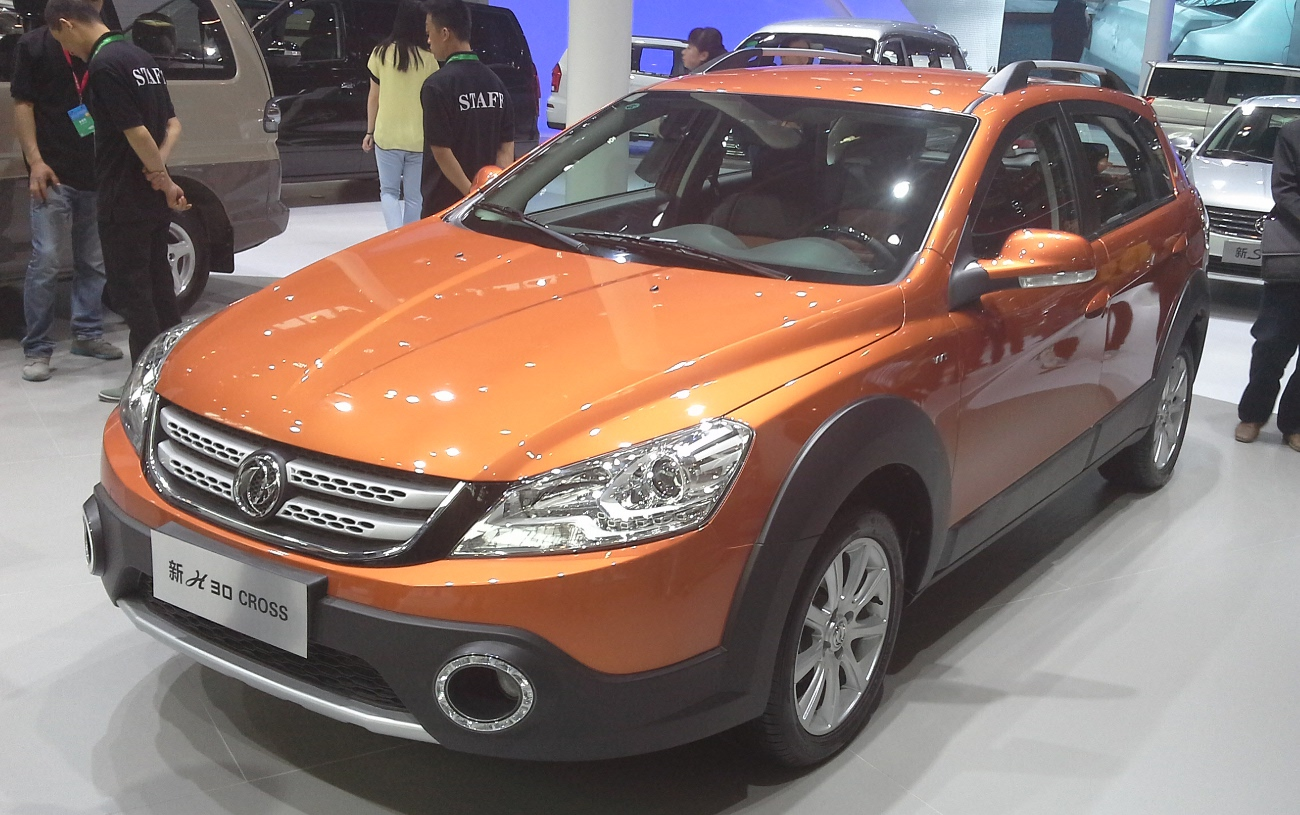
Aeolus H30 Cross
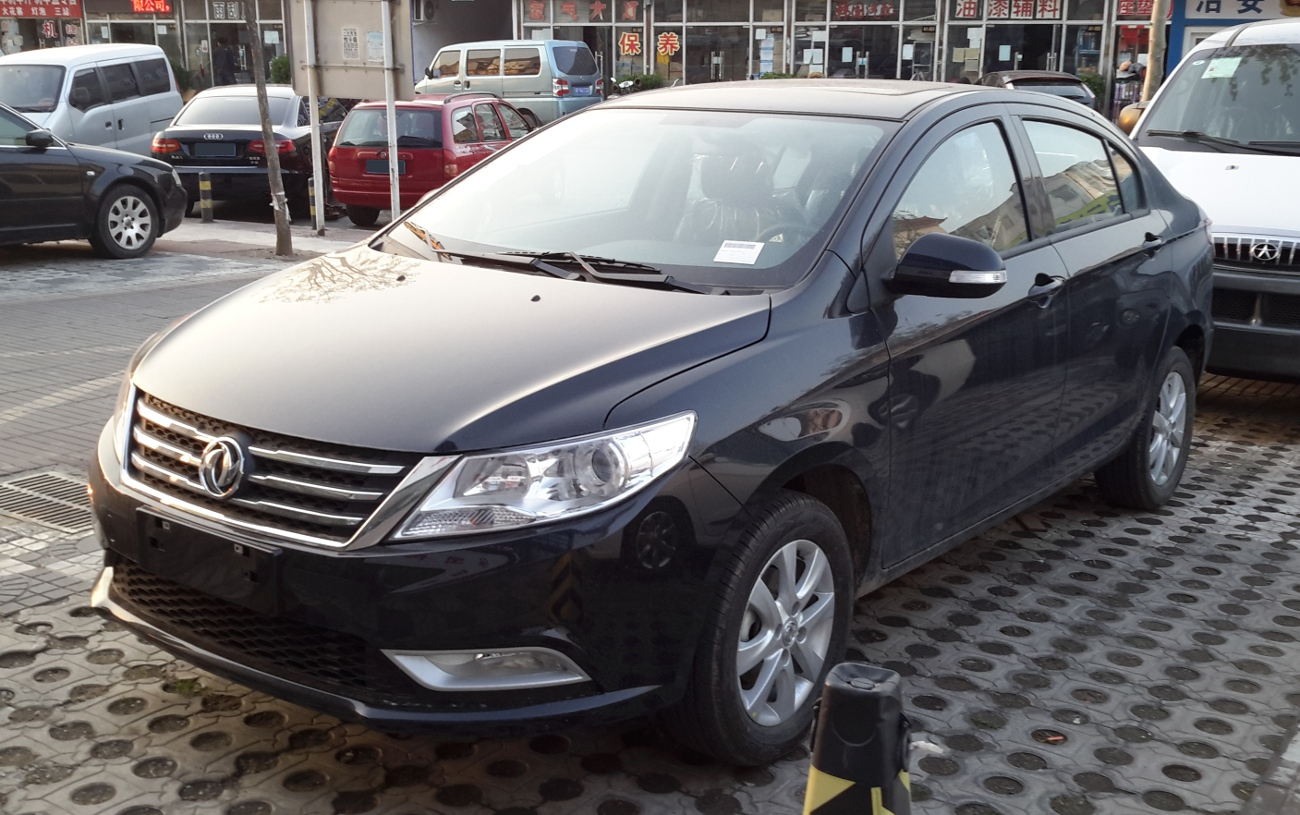
Aeolus A30
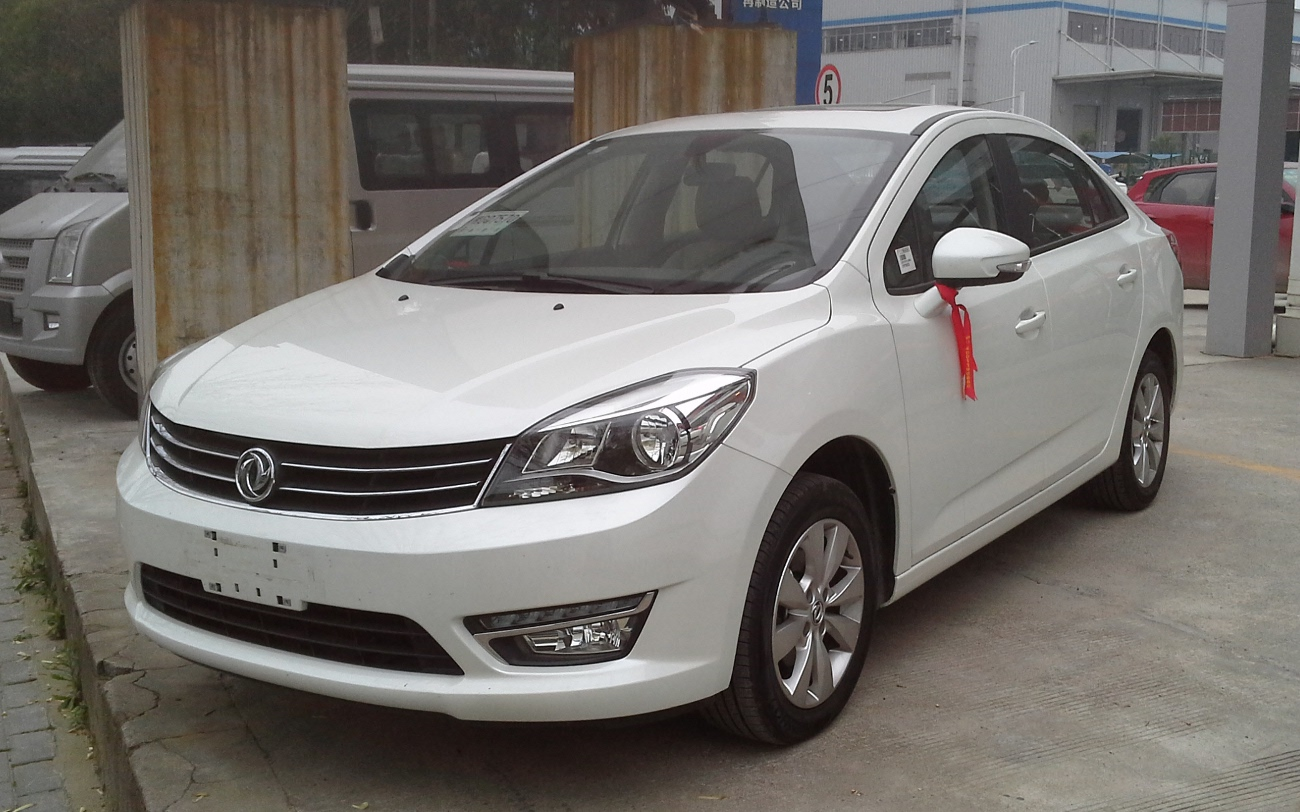
Aeolus L60
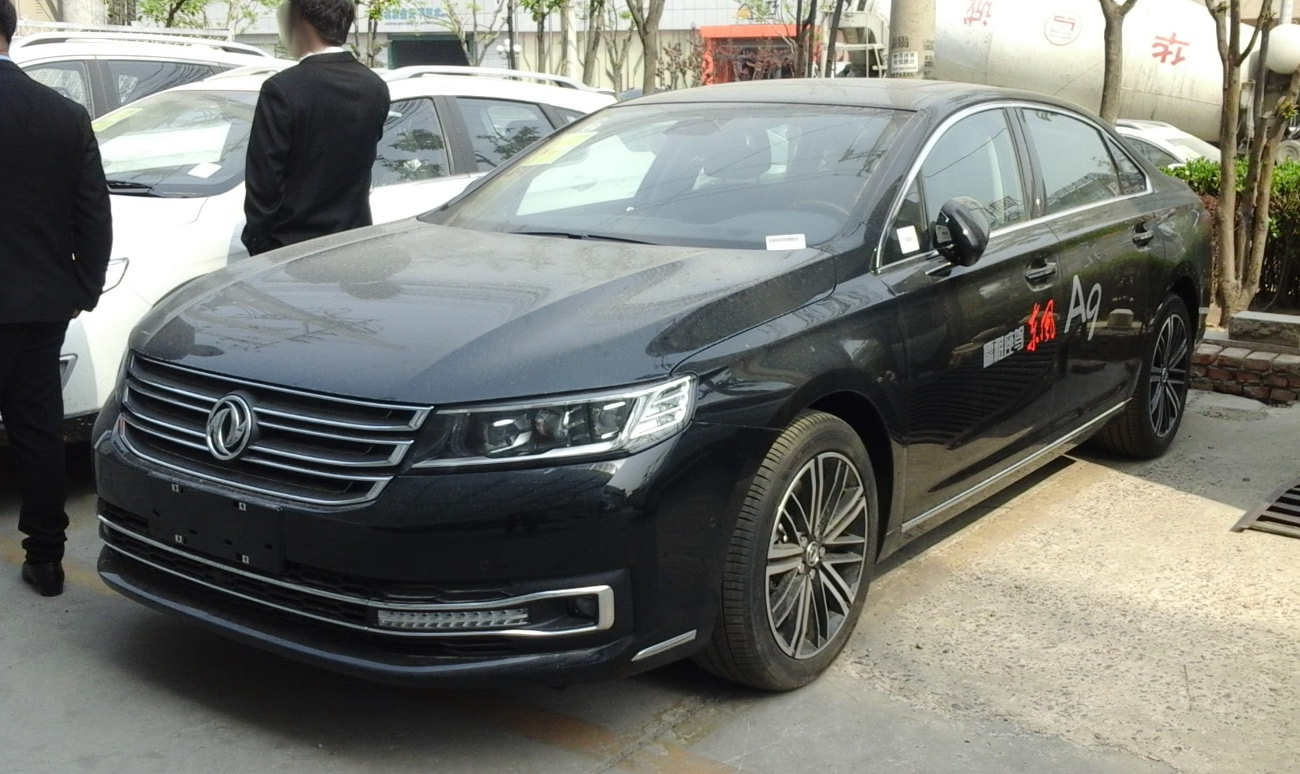
Dongfeng A9

#### سيارة رياضية متعددة الاستخدامات (SUV)
- أيولوس إيه إكس 3 (2015–2019)، سيارة رياضية متعددة الاستخدامات صغيرة الحجم
- أيولوس إيه إكس 4 (2017–2021)، سيارة رياضية متعددة الاستخدامات صغيرة الحجم
- أيولوس إيه إكس 5 (2016–2020)، سيارة رياضية متعددة الاستخدامات مدمجة

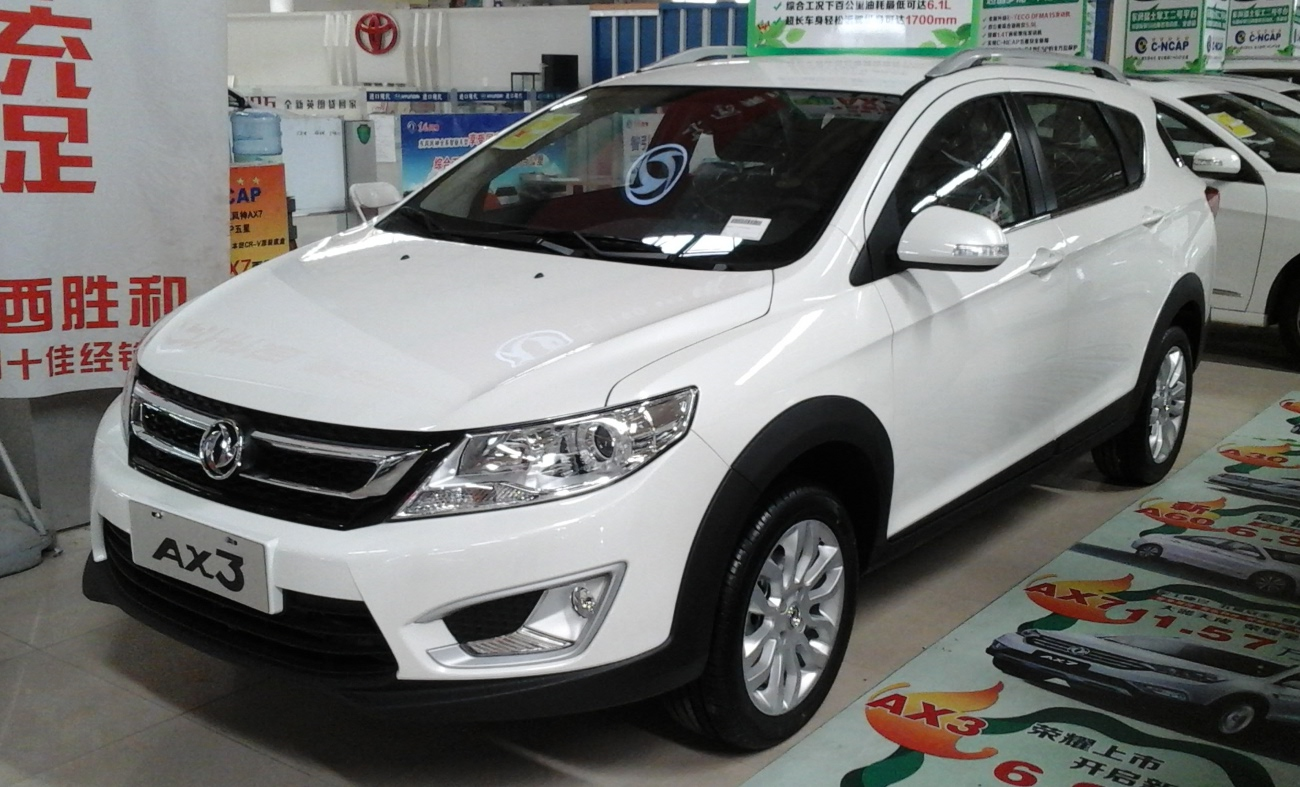
Aeolus AX3
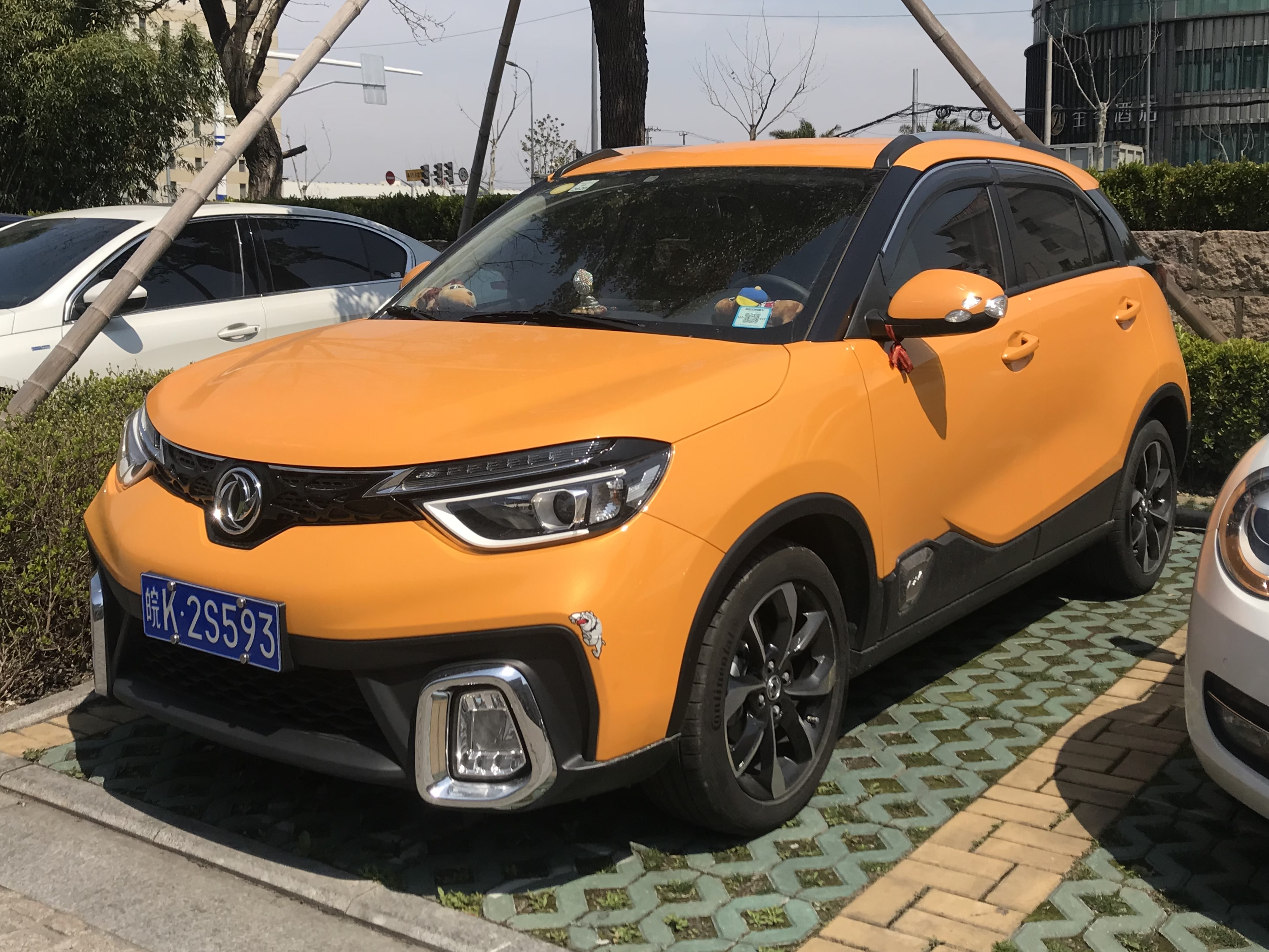
Aeolus AX4
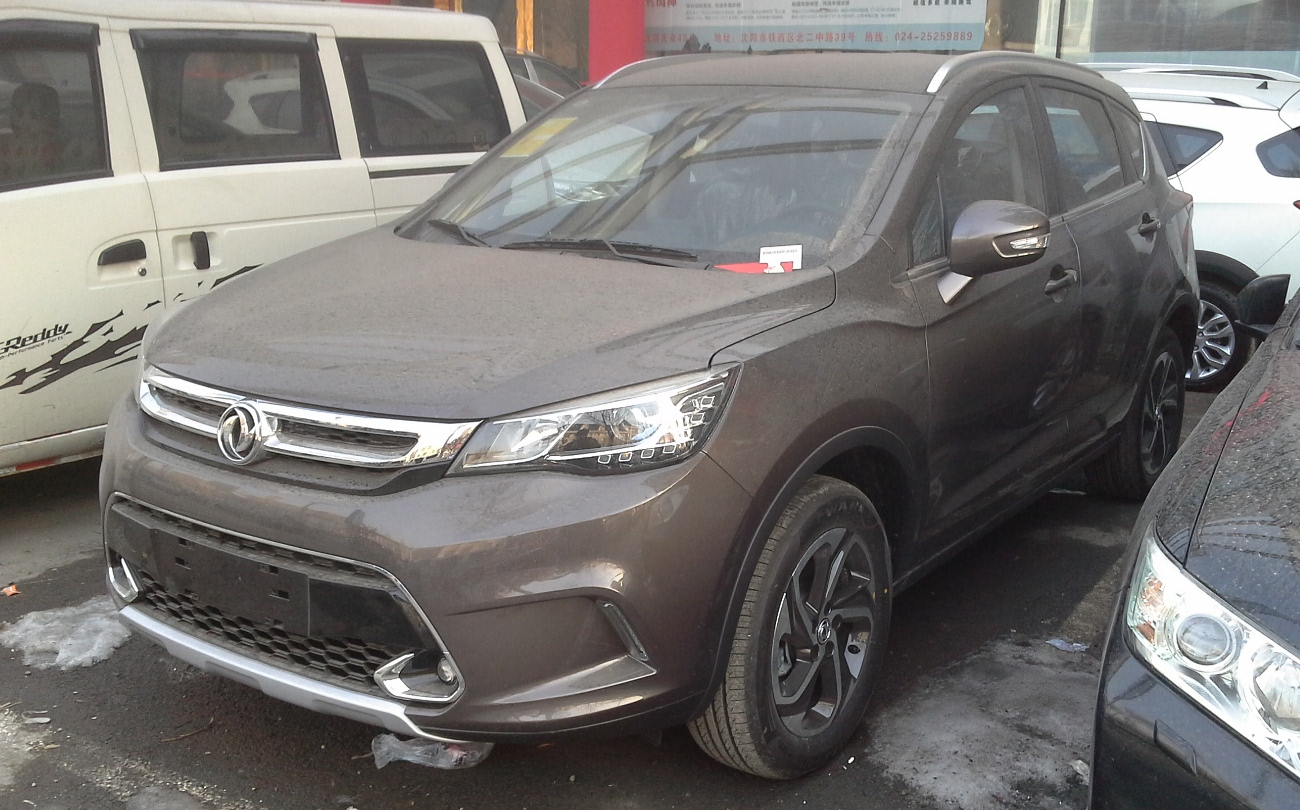
Aeolus AX5

## المبيعات
يتم بيع منتجات فنغشن حاليًا في الصين وفنزويلا.
| السنة | المجموع |
| ----- | ------- |
| 2009  | 22000   |
| 2010  | 28,188  |
| 2011  | 28,000  |
| 2012  | 60,200  |
| 2013  | 80,077  |
| 2014  | 80,107  |
| 2015  | 100,417 |
| 2016  | 150,077 |
| 2017  | 125,018 |
| 2018  | 95,641  |
| 2019  | 78,107  |
| 2020  | 70,519  |
| 2021  | 121,570 |
| 2022  | 190,587 |

## ملحوظات
1. ↑  الصين فقط.

## وصلات خارجية
- الموقع الرسمي
- Аверьев, Федор (26 Jun 2023). "Dongfeng выпустил новый кроссовер с оригинальной внешностью по цене Geely Coolray". Цены, комплектации, фото и технические характеристики авто - NaAvtotrasse.ru (بru-RU). Archived from the original on 2025-07-24. Retrieved 2025-08-01.{{استشهاد ويب}}:  صيانة الاستشهاد: لغة غير مدعومة (link)